# Katastrofa samolotu Douglas DC-6B Sił Powietrznych Chile pod Puerto Montt
Katastrofa samolotu Douglas DC 6B Sił Powietrznych Chile pod Puerto Montt miała miejsce 24 lipca 1977 roku. Samolot Douglas DC-6B, należący do Sił Powietrznych Chile, wyruszył z lotniska Prezydenta Carlosa Ibañeza del Campo w Punta Arenas z 75 pasażerami i 7 członkami załogi na pokładzie. Pomimo bardzo trudnych warunków atmosferycznych (silny deszcz, noc) piloci zdecydowali się na próbę lądowania w docelowym porcie lotniczym Tepual w Puerto Montt. Maszyna rozbiła się w bagnie i stanęła w płomieniach. Zginęła cała załoga i 31 spośród 75 pasażerów. Była to trzecia co do liczby ofiar katastrofa lotnicza w historii Chile.